# Pánuco (Zacatecas)
Pánuco è una municipalità dello stato di Zacatecas, nel Messico centrale, il cui capoluogo è la località omonima.
Conta 16.875 abitanti (2010) e ha una estensione di 588,28 km².
Il nome della municipalità signifiva Uomini che arrivarono dal mare.